# Hétköznapi mennyország
A Hétköznapi mennyország  (svédül: Så som i himmelen, szó szerint: Amint a mennyben) 2004-ben bemutatott színes svéd film.

## Történet
|  | Alább a cselekmény részletei következnek! |

Daniel Daréus világhírű karmester, teljes eksztázisban vezényli műveit, magánélete viszont sivár és magányos. Az egyik külföldi fellépése során szívinfarktust kap. Orvosa tanácsára pihenésre szorul, ezért karácsonykor hazatér szülőfalujába. 7 éves koráig élt itt az édesanyjával, ahol a környékbeli gyermekek rendszeresen megalázták és megverték a már akkor hegedülni tanuló kisfiút. Megveszi a régi iskola épületét, és beköltözik; lassanként beszivárognak hozzá a falu furcsának tűnő, olykor erőszakos lakói. Örülnek a sztárkarmester felbukkanásának. Némelyek csodálattal és kíváncsian fürkészik, mások gyanakvóan tekintenek reá.
Daniel elvállalja a templom kántori állását, ami a helyi kórus vezetésével is együtt jár. Óriási lelkesedéssel és figyelemmel veti magát bele a munkába, a zene megváltó erejét tolmácsolja önmaga és hallgatói felé. A kis csapatot belső hangjainak megtalálására ösztönzi különböző módszerek segítségével. Hónapokon keresztül próbálgatják különböző technikákkal a képességeiket, de csak tavasszal énekelnek együtt közösen a kórus repertoárjából.
A csütörtöki próbák skálázásokkal kezdődnek, de szép lassan az összes tag személyisége is megismertetik. Láthatunk egy családanyát, Gabriellát, akit rendszeresen ver a férje, a magányos, de csupaszív Lénát, aki sírásból bármelyik pillanatban tiszta nevetésbe vált, és hangja őszintén megigézi a mestert. A leány tiszta szerelemmel fordul a férfi felé. A helyi lelkész kezdeti szimpátiája hamar megfordul, mikor észreveszi feleségén a kántor iránt megnyilvánuló lelkesedését, és féltékenykedésével ellene fordul. Siv, az egyik vénkisasszony is zsigerből támad Daniel ellen, mert féltékennyé teszi a férfi népszerűsége és őszinte megnyilvánulásai. Folyamatosan jelent a lelkésznek, „Szodoma és Gomorra” jelzővel illeti az önfeledt boldog csütörtöki ének- és táncmulatságaikat.
A kórus szeretete tartja a lelket Danielben; lassan kivirágzik a férfi is. Megnyílik a kórus tagjai felé. Megtanul kerékpározni Léna segítségével, és 145 nap után elfogadja Léna szerelmét is. A lelkész vad, féltékeny dühében elbocsátja kántori állásából Danielt, a kórus válaszul otthagyja a templomot, és megjelenik Daniel házában, hogy tovább gyakorolhassanak együtt. Daniel befogadja magához Ingert, a lelkész feleségét, aki az otthoni rideg valóságból keres nála menedéket, válaszul arra, amit a férje tett a kórus ellen.
Gabriella, a rendszeresen megalázott feleség is elhagyja erőszakos férjét, miután egy sikeres fellépésük után ismét összeveri a hazatérő asszonyt. Daniel minden tehetségét latba veti a zenekarért, darabokat ír számukra, de először őszintén megijed, mikor a kórus bejelenti, hogy indulni akarnak a Kórusbajnokságon. Daniel retteg a megmérettetéstől. Betegsége is gyakran kiújul. Időnként legyengül és a tüdőbaj tünetei jelentkeznek rajta.
Egy tóbeli fürdőzés alkalmával Gabriella férje ismét összeveri a művészt; a három nő menti ki és hozza rendbe a férfit. Gabriella férjét letartóztatja a rendőrség.
A fellépés estéjén Daniel ráébred, hogy ő is szerelmes Lénába, amit azonnal meg is vall a nőnek megismerkedésük 185. napján. Utána biciklizni indul a városba, szerelemtől önfeledten kerékpározik, majd a templomharang kondulásából rájön, hogy erős késésben van. Sietve teker a helyszín felé, a lépcsőn felszaladva azonban újabb szívinfarktus éri a karmestert. Közben a csapat már a színpadon áll, türelmetlenül és aggódva várja a vezetőjüket. Daniel betántotog egy mosdóba, elesik és beveri a fejét. A mosdó szellőzőnyílásán keresztül hallgatja erősen vérző fejjel a kórus énekét, és érzékeli, hogy a terem hallgatósága is csatlakozik a fellépő énekesekhez. Mielőtt pár perc múlva örökre megszűnik lélegezni, még átéli, hogy megvalósult álma: a zene közelebb hozta az embereket egymáshoz.

## Gabriella dala
A film Helen Sjöholm által énekelt, méltán híres betétdalának magyar szövege:
Az életem végre az enyém. Oly rövid az időnk a Földön. A sóvárgás hozott le ide, a beteljesült és a beteljesületlen vágyak. Mégis ezt az utat választottam. Bizakodásom messze túlnőtt a szavakon. Így láttam meg egy kis darabját a Mennyországnak, melyre soha sem találtam rá. Érezni akarom, hogy élek, hogy úgy élem a napjaim, ahogyan én szeretném. Érezni akarom, hogy élek, olyan életet, amelyet nem kell megbánnom. Sosem vesztettem el önmagam, csak hagytam, hogy álomban szenderegjen. Talán nem is volt más választásom, de mindig élni vágytam. Én csak boldog szeretnék lenni. Boldog és önmagam, erős és szabad, hogy lássam az éjszakából virradó napot. Itt vagyok, és az életem csak az enyém, és a Mennyországot, amelyben hiszek, felfedezem majd egy napon. Azt akarom érezni, hogy éltem az életem!
A magyar szinkronnal vetített filmben az említett dalt feliratozták, amely eltér az előbbi szövegezéstől:
Végre teljes az életem
Kevés, mi jut a földön
Hová vágyam repített
örömök és szenvedések,
de mégis ez kellett nekem.
Bíztam mindenek felett,
hogy egyszer mégis meglelem
az Édent, mi elveszett.
Éreznem kell azt, hogy élek lankadatlanul,
és hogy vágyam teljesül.
Éreznem kell azt, hogy élek,
és hogy jó volt minden tettem.

Az maradtam, aki voltam,
nem változtam, csak aludtam.
Talán sosem volt esélyem,
csak az ösztön, hogy túléljem.
Add, hogy boldog legyek, erős és szabad,
hadd leljek önmagamra.
Lássam, hogy kel fel a Nap.
Itt vagyok, és ez az én életem.
Az Éden még nem veszett el,
valahol biztosan rám lel.
Éreznem kell, élem az életem.

## Szereplők

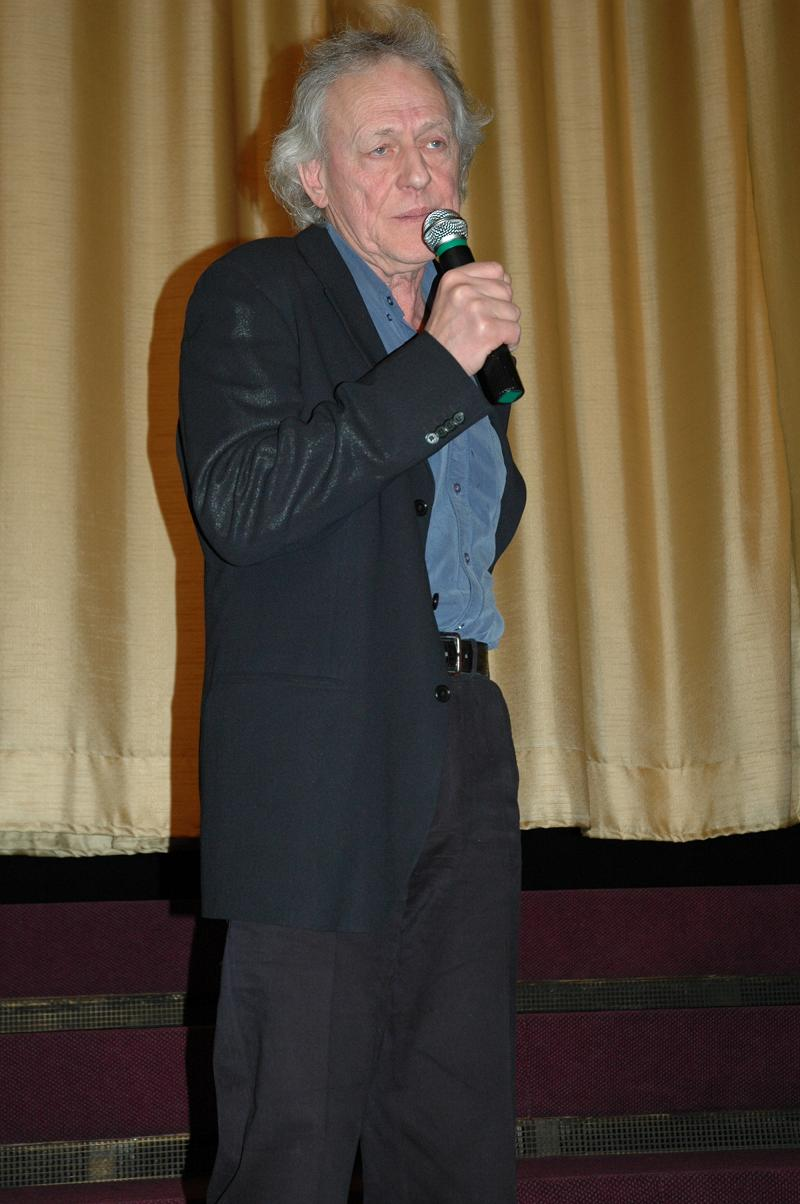
Kay Pollak, a film rendezője a 2005-ös berlini bemutató után.

| Szerep        | Színész          | Magyar hang         |
| ------------- | ---------------- | ------------------- |
| Daniel Daréus | Michael Nyqvist  | Csankó Zoltán       |
| Lena          | Frida Hallgren   | Balogh Anna         |
| Arne          | Lennart Jähkel   | Orosz István        |
| Stig          | Nikes Falk       | Végvári Tamás       |
| Inger         | Ingela Olsson    | Kiss Mari           |
| Siv           | Yva Lööf         | Csere Ágnes         |
| Holmfrid      | Mikael Rahm      | Besenczi Árpád      |
| Florence      | Axelle Axel      | Menszátor Magdolna  |
| Olga          | Barbro Kolberg   | Kassai Ilona        |
| Gabriella     | Helen Sjöholm    | Götz Anna           |
| Conny         | Per Morberg      | Kőszegi Ákos        |
| Tore          | André Sjöberg    | Pintér Gábor Attila |
| Ügynök        | Mircea Crisan    | Uri István          |
| Erik          | Lasse Pettersson | Fehér Péter         |

### Magyar változat
A magyar változatot a Mokép Rt. megbízásából a Mafilm Audio Kft. készítette.
- Magyar szöveg: Soproni Klára
- Hangmérnök: Erdélyi Imre
- Vágó: Majoros Eszter
- Gyártásvezető: Sarodi Tamás
- Szinkronrendező: Nikodém Zsigmond
- Cím, stáblista felolvasása: Zahorán Adrienne

## Jelölések
- 2005 – Oscar-jelölés – a legjobb idegen nyelvű film
- 2005 – Európai Film-jelölés – a legjobb zeneszerző (Stefan Nilsson)